# Fitting In
Fitting In (Diario de mi vagina en Latinoamérica) es una comedia dramática coming of age canadiense de 2023 escrita y dirigida por Molly McGlynn, y protagonizada por Maddie Ziegler, D'Pharaoh Woon-A-Tai, Djouliet Amara y Emily Hampshire. La historia se centra en Lindy, de 16 años, a quien le diagnostican el síndrome MRKH. El diagnóstico altera su comprensión de su identidad sexual y complica sus relaciones con su nuevo novio, sus amigos de la escuela secundaria y su madre.
Tuvo su primera proyección en el festival SXSW de 2023 con el título Bloody Hell. La película ganó el premio a la Mejor Película Canadiense en el Festival Internacional de Cine de Vancouver de 2023, y Ziegler ganó el premio a Actuación Destacada de un Actor en los Premios de Música y Cine del Norte de Ontario. Se estrenó en cines norteamericanos en febrero de 2024, y se distribuyó en Latinoamérica a través de la plataforma de streaming Max.

## Sinopsis
Lindy es una joven de 16 años cuyos planes de tener relaciones sexuales, sus presunciones sobre la feminidad y la relación con su madre se ven trastocados después de que se le diagnostique inesperadamente una enfermedad reproductiva.

## Reparto
- Maddie Ziegler como Lindy
- Emily Hampshire como Rita, mamá de Lindy
- Djouliet Amara como Vivian
- Ki Griffin como Jax
- D'Pharaoh Woon-A-Tai como Adam
- Dale Whibley como Chad
- Michael Therriault como el Dr. Doheny
- Dennis Andres como el Entrenador Mike

## Producción
La película es semiautobiográfica, ya que su directora y escritora, Molly McGlynn, fue diagnosticada con el síndrome MRKH en la adolescencia. En junio de 2022 se anunció el casting de Ziegler y Hampshire. El rodaje se realizó en Sudbury, Ontario, del 30 de mayo al 27 de junio de 2022.

## Premios
| Fecha | Premio                                        | Categoría                                      | Nominación                 | Resultado |
| ----- | --------------------------------------------- | ---------------------------------------------- | -------------------------- | --------- |
| 2024  | Premios de Cine Canadiense                    | Mejor dirección artística/diseño de producción | Thea Hollatz               | Nominada  |
| 2024  | Premios de Cine Canadiense                    | Mejor dirección de arte y diseño de producción | Thea Hollatz y Marcin Zach | Nominados |
| 2024  | Premios de Cine Canadiense                    | Mejor reparto en una película                  | John Buchan y Jason Knight | Nominados |
| 2023  | Festival Internacional de Cine de Vancouver   | Mejor película canadiense                      | Fitting In                 | Ganadora  |
| 2024  | Premios de Música y Cine del Norte de Ontario | Largometraje destacado                         | Molly McGlynn              | Nominada  |
| 2024  | Premios de Música y Cine del Norte de Ontario | Actuación sobresaliente de un actor            | Maddie Ziegler             | Ganadora  |
| 2025  | Premios GLAAD                                 | Película sobresaliente                         | Fitting In                 | Nominada  |